# Topologia algebraica

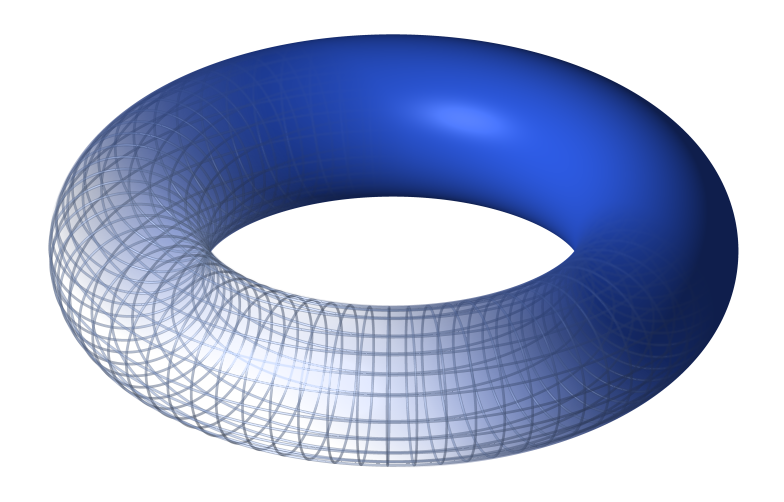
Un tor, un dels objectes d'estudi més freqüents en topologia algebraica

La topologia algebraica és el camp de les matemàtiques que usa estructures algebraiques per estudiar transformacions d'objectes geomètrics. Usa funcions (sovint anomenades aplicacions en aquest context) per representar transformacions contínues. Considerades en conjunt, les aplicacions i els objectes poden tenir una estructura de grup algebraic, que es pot estudiar amb mètodes de la teoria de grups. Utilitza les eines de l'àlgebra abstracta per estudiar els espais topològics. L'objectiu principal és trobar invariants algebraics que permetin classificar els espais topològics llevat d'homeomorfismes, encara que, en la majoria de casos, aquesta classificació es dona només fins al nivell d'equivalència d'homotopia.
Encara que la topologia algebraica utilitza principalment l'àlgebra per estudiar problemes topològics, de vegades també és possible utilitzar la topologia per resoldre problemes algebraics. Per exemple, proporciona una demostració convenient de què qualsevol subgrup d'un grup lliure és també un grup lliure.

## Branques principals de la topologia algebraica
A continuació es presenten algunes de les àrees d'estudi principals de la topologia algebraica:

### Grups d'homotopia
En matemàtiques, els grups d'homotopia s'utilitzen en topologia algebraica per classificar espais topològics. El primer i més simple grup d'homotopia és el grup fonamental, que conté informació sobre els llaços d'un espai. Intuïtivament, els grups d'homotopia contenen informació sobre la forma bàsica, o els forats, d'un espai topològic.

### Homologia
En topologia algebraica i àlgebra abstracta, l'homologia (en part del grec ὁμός homos "idèntic") és un procediment general per associar una successió de grups abelians o de mòduls amb un objecte matemàtic donat, com un espai topològic o un grup.

### Cohomologia
En teoria d'homologia i topologia algebraica, cohomologia és un terme general per designar una successió de grups abelians definits a partir d'un co-complex de cadenes. És a dir, la cohomologia es defineix com l'estudi abstracte de cocadenes, cocicles i cofronteres. La cohomologia es pot interpretar com un mètode per assignar invariants algebraics a un espai topològic que té una estructura algebraica més refinada que la que proporciona l'homologia. La cohomologia sorgeix a partir de la dualització algebraica de la construcció de l'homologia. En termes menys abstractes, les cocadenes en un sentit fonamental haurien d'assignar 'quantitats' a les cadenes de la teoria d'homologia.

### Varietats
Una varietat és un espai topològic que, a cada punt, té l'estructura de l'espai euclidià. Alguns exemples de varietats són el pla, l'esfera i el tor, tots ells constructibles en l'espai tridimensional, i també l'ampolla de Klein i el pla projectiu real, que no es poden construir dins l'espai tridimensional però sí en 4 dimensions. Habitualment, els resultats de la topologia algebraica se centren en aspectes globals, no diferenciables, de les varietats, com per exemple la dualitat de Poincaré.

### Teoria de nusos
La teoria de nusos és l'estudi dels nusos matemàtics. Tot i que estan inspirats en els nusos quotidians dels llaços de les sabates i les cordes, un nus matemàtic és diferent, en el sentit que els extrems estan connectats l'un amb l'altre i no es poden desfer. Formalment, un nus és una immersió d'una circumferència en l'espai euclidià tridimensional, R3. Dos nusos són equivalents si es pot transformar l'un en l'altre mitjançant una deformació de R3 sobre ell mateix (el que es coneix com a isotopia de l'ambient); aquestes transformacions corresponen a manipulacions d'una corda nuada que no impliquen ni tallar la corda ni passar-la a través de si mateixa.

### Complexos

Un 3-complex simplicial

Un complex simplicial és un espai topològic d'un cert tipus, construït "enganxant" punts, segments de recta, triangles, i els seus anàlegs n-dimensionals (vegeu la il·lustració). Cal no confondre els complexos simplicials amb la noció més abstracta de conjunt simplicial, que apareix en la teoria d'homotopia simplicial moderna. El corresponent objecte combinatori d'un complex simplicial és un complex simplicial abstracte.
Un CW-complex és un tipus d'espai topològic formulat per J. H. C. Whitehead per tal de satisfer les necessitats de la teoria d'homotopia. Aquesta classe d'espais és més àmplia i té millors propietats categòriques que els complexos simplicials, però manté una naturalesa combinatòria que permet fer-hi càlculs (sovint amb un complex molt més petit).

## Mètode dels invariants algebraics
Un nom en desús de la matèria era topologia combinatòria, la qual emfasitzava el mètode com es construïa un espai X a partir d'espais més petits (l'eina actual més habitual per a una tal construcció és el CW-complex). En les dècades de 1920 i 1930, hi havia una èmfasi creixent per la investigació dels espais topològics, tot trobant correspondències entre els espais i els grups algebraics, la qual cosa va portar a canviar el nom per topologia algebraica. El terme «topologia combinatòria» encara s'utilitza per emfasitzar un enfocament algorísmic basat en la descomposició d'espais.
En l'enfocament algebraic, hom troba una correspondència entre espais i grups que respecti la relació d'homeomorfisme (o d'homotopia) d'espais. Això permet reformular teoremes sobre espais topològics com a teoremes sobre grups, que tenen una estructura més rica, la qual cosa fa que els teoremes siguin més senzills de demostrar. Les dues maneres principals d'aconseguir aquesta correspondència són mitjançant grups fonamentals (o, més en general, teoria d'homotopia), i mitjançant grups d'homologia i cohomologia. Els grups fonamentals proporcionen informació bàsica sobre l'estructura d'un espai topològic, però sovint són no abelians i és difícil treballar amb ells. El grup fonamental d'un complex simplicial (finit) sí que admet una presentació finita. Els grups d'homologia i cohomologia, en canvi, són abelians i, en molts casos importants, finitament generats. Els grups abelians finitament generats estan completament classificats i és més senzill treballar amb ells.

## En teoria de categories
En general, totes les construccions de la topologia algebraica són functorials; les nocions de categoria, functor i transformació natural tenen el seu origen a la topologia algebraica. Els grups fonamentals i els grups d'homologia i cohomologia no només són invariants de l'espai topològic subjacent (en el sentit que dos espais topològics homeomorfs tenen associats els mateixos grups), sinó que també hi ha una correspondència entre els seus morfismes associats: una aplicació contínua d'espais indueix un homomorfisme entre els grups associats, i aquests homomorfismes es poden emprar per a demostrar la inexistència (o, més profundament, l'existència) d'aplicacions.
Un dels primers matemàtics a treballar amb diferents tipus de cohomologia fou Georges de Rham. Hom pot utilitzar l'estructura diferencial de les varietats diferenciables mitjançant la cohomologia de De Rham, o la cohomologia de Čech o de feixos per investigar la resolubilitat d'equacions diferencials definides sobre la varietat en qüestió. De Rham va demostrar que tots aquests mètodes estan interrelacionats i que, per al cas d'una varietat orientada tancada, els nombres de Betti derivats a partir de l'homologia simplicial eren els mateixos nombres de Betti que els derivats a partir de la cohomologia de De Rham. Aquest desenvolupament es va veure ampliat durant la dècada de 1950, quan Eilenberg i Steenrod van generalitzar aquest enfocament. Van definir l'homologia i la cohomologia com a functors dotats de transformacions naturals subjectes a certs axiomes, van comprovar que totes les teories de (co)homologia existents satisfeien aquests axiomes, i posteriorment van demostrar que aquesta axiomatització caracteritza unívocament la teoria.

## Aplicacions de la topologia algebraica
Entre les aplicacions clàssiques de la topologia algebraica cal destacar:
- El teorema del punt fix de Brouwer: tota aplicació contínua del cercle unitat de dimensió n en ell mateix té un punt fix.
- El rang lliure de l'n-sim grup d'homologia d'un complex simplicial és l'n-sim nombre de Betti, fet que permet calcular la característica d'Euler-Poincaré.
- Hom pot utilitzar l'estructura diferencial de les varietats diferenciables mitjançant la cohomologia de De Rham, o la cohomologia de Čech o de feixos per investigar la resolubilitat d'equacions diferencials definides sobre la varietat en qüestió.
- Una varietat és orientable quan el seu grup d'homologia integral superior és el conjunt dels enters, i és no orientable si és 0.
- La n-esfera admet un camp vectorial unitari continu, que no s'anul·li enlloc, si i només si n és senar.[nota 1]
- El teorema de Borsuk-Ulam: tota funció contínua de l'n-esfera en l'n-espai euclidià identifica almenys un parell de punts antipodals.
- El teorema de Nielsen-Schreier: tot subgrup d'un grup lliure és lliure. Aquest resultat és particularment interessant, perquè l'enunciat és purament algebraic, però la demostració més senzilla que se'n coneix és topològica. Efectivament, tot grup lliure G es pot veure com el grup fonamental d'un graf X. El teorema principal sobre espais recobridors afirma que qualsevol subgrup H de G és el grup fonamental d'un cert espai recobridor Y de X; però aquest Y és, de nou, un graf. Per tant, el seu grup fonamental H és lliure.[6]

Per altra banda, aquest tipus d'aplicació es pot emprar de manera més simple utilitzant morfismes recobridors de grupoides, i aquesta tècnica ha proporcionat teoremes sobre subgrups que encara no s'han demostrat mitjançant mètodes de topologia algebraica.

## Topòlegs algebraics destacats
- Frank Adams
- Enrico Betti
- Armand Borel
- Karol Borsuk
- Luitzen Egbertus Jan Brouwer
- William Browder
- Ronald Brown
- Henri Cartan
- Albrecht Dold
- Charles Ehresmann
- Samuel Eilenberg
- Hans Freudenthal
- Peter J. Freyd
- Pierre Gabriel
- Alexander Grothendieck
- Allen Hatcher
- Friedrich Hirzebruch
- Heinz Hopf
- Michael J. Hopkins
- Witold Hurewicz
- Egbert van Kampen
- Daniel Kan
- Hermann Künneth
- Solomon Lefschetz
- Jean Leray
- Saunders Mac Lane
- Mark Mahowald
- J. Peter May
- Barry Mazur
- John Milnor
- John Coleman Moore
- Jack Morava
- Emmy Noether
- Serguei Petróvitx Nóvikov
- Grigori Perelman
- Lev Pontryagin
- Nicolae Popescu
- Mijail Postnikov
- Daniel Quillen
- Jean-Pierre Serre
- Stephen Smale
- Edwin Spanier
- Norman Steenrod
- Dennis Sullivan
- René Thom
- Hiroshi Toda
- Leopold Vietoris
- Hassler Whitney
- J. H. C. Whitehead

## Teoremes destacats de topologia algebraica
- Teorema de Borsuk-Ulam
- Teorema del punt fix de Brouwer
- Teorema d'aproximació cel·lular
- Teorema d'Eilenberg-Zilber
- Teorema de suspensió de Freudenthal
- Teorema de Hurewicz
- Teorema de Künneth
- Teorema de la dualitat de Poincaré
- Teoremes del coeficient universal
- Teorema de Seifert-van Kampen
- Teorema de Whitehead